# Vallis (planetaire geologie)
Een vallis (meervoud: valles) is in de planetaire nomenclatuur een vallei op het oppervlak van een buitenaards lichaam, zoals een planeet of maan.
Wetenschappers gebruikten het Latijns woord vallis voor de oude rivierdalen die ze ontdekten toen ze in de jaren 1970 de eerste ruimtesondes naar Mars stuurden.

## Naamgeving
De Internationale Astronomische Unie (IAU) gebruikt de volgende conventies voor het benoemen van valles:
- Op Mars dragen de brede valleien meestal de naam die in verschillende talen aan de rode planeet is gegeven: Ares betekent Mars in het Latijn, Al-Qahira betekent Mars in het Arabisch, Indonesisch en Maleisisch, Auqakuh in het Inca, Bahram in het Perzisch, Hrad in het Armeens, Hor Desher in het Egyptisch, Kasei in het Japans, Maja in het Nepalees, Mangala in het Sanskriet, Mawrth in het Welsh, Ma'adim in het Hebreeuws, Nirgal in het Babylonisch. Het kan ook zeldzamer de vertaling van het woord ster zijn: Dao Vallis verwijst naar Dao, de Thaise term om een ster te beschrijven en Reull naar een planeet in het Gaelic. De kleinere Martiaanse valleien zijn vernoemd naar Aardse rivieren: Dubis Vallis verwijst naar de rivier de Doubs in Frankrijk, Loire Vallis naar de Loire.
- Op Venus dragen de grotere valleien vanaf 400 kilometer lengte de naam die in verschillende talen aan de planeet Venus worden gegeven en de kleinere valleien (minder dan 400 kilometer lang) de namen van riviergodinnen in verschillende mythologieën.
- Mercurius: namen van verlaten steden, dorpen of nederzettingen uit de Oudheid.
- De Maan: nabijgelegen kraters of andere landvormen.
- Satellieten van Jupiter:
  - Io: namen afgeleid van benoemde structuren in de omgeving.
- Pluto: Helden en andere onderzoekers van de Onderwereld.

## Valles op deMaan
- Vallis Alpes
- Vallis Baade
- Vallis Bohr
- Vallis Bouvard
- Vallis Capella
- Vallis Inghirami
- Vallis Palitzsch
- Vallis Planck
- Vallis Rheita
- Vallis Schrödinger
- Vallis Schröteri
- Vallis Snellius

## Valles op Mars
Zie: lijst van valleien op Mars

## Valles op Venus
Zie: lijst van valleien op Venus